# Transmetro (Barranquilla)
Transmetro S.A.S., oficialmente Sistema Integrado de Transporte Masivo del Distrito especial, industrial y portuario de Barranquilla y su Área Metropolitana, es el sistema de autobuses de tránsito rápido que opera en Barranquilla, Colombia desde el 10 de julio de 2010, convirtiéndola en la quinta ciudad del país en implementar e inaugurar este tipo de sistema de transporte (después de Bogotá, Pereira, Cali y Bucaramanga) que consiste en buses articulados que viajan por carriles exclusivos de las principales avenidas de la ciudad con paraderos fijos, y que tiene como objetivo mejorar la movilidad de la población. Opera desde las 5:00 a.m. hasta las 10:30 p. m.
El 22 de diciembre de 2008 fue inaugurada la primera estación del sistema, la cual lleva el nombre del sociólogo Alfredo Correa de Andréis, ubicada en la carrera 46-Troncal Olaya Herrera con la calle 62.
El 4 de abril de 2010 salieron de Pereira, sede de la ensambladora Busscar, los primeros dos vehículos articulados y los primeros 6 padrones para la inauguración oficial del sistema el 7 de abril de 2010, en la efeméride 197 de Barranquilla, que fue presidida por el entonces presidente Álvaro Uribe Vélez.
Luego de una etapa de pedagogía y ensayo de 3 meses, Transmetro inició su operación comercial el 10 de julio de 2010 con un pasaje de $ 1.400 pesos mediante un sistema de tarjetas electrónicas recargables. El sistema funciona con buses padrones y articulados que circulan por las troncales Murillo y Olaya Herrera, además de las rutas alimentadoras.

## Historia

### Antecedentes
Cuando en 2000 el presidente Andrés Pastrana Arango inauguró el Sistema Integrado de Transporte Masivo del Tercer Milenio de Bogotá TransMilenio, el alcalde de Barranquilla Humberto Caiaffa Rivas propuso que la ciudad tuviera un sistema de transporte que mejorara la calidad de vida de los barranquilleros. Así pues, en 2001 nació Transmetro, se hicieron los estudios pertinentes y su construcción comenzó en 2005 con serias dificultades por la topografía de Barranquilla, ya que la ciudad está ubicada cerca del río Magdalena y cada vez que llueve se forman en las calles arroyos, por lo que la Sociedad de Ingenieros del Atlántico decidió no comenzar la construcción del sistema hasta que no hubiese un estudio para la canalización de los arroyos. Se tenía la intención de integrar al sistema algunas vías restauradas durante esta fecha como vías de precarga.
En 2005 comenzó la construcción generando traumatismos en la movilidad, sobre todo en la avenida Olaya Herrera, que fue la única cerrada para canalizar el arroyo Bolívar en el centro de la ciudad. En la avenida Murillo generó traumatismos en la prolongación hacia Soledad, ya que esta arteria es la única para acceder a la Terminal Metropolitana de Transportes.
Las obras iban a paso lento por parte del contratista, hasta cuando Alejandro Char Chaljub es elegido alcalde de la ciudad. Las obras tuvieron un avance significativo, aunque se presentó un desgaste prematuro de las losas antes del funcionamiento el sistema. La administración hizo responder al contratista por el reemplazo de 600 losas de la avenida Murillo, y también a los contratistas que construyeron las primeras estaciones del sistema (Esthercita Forero y Alfredo Correa de Andréis), se les exigió que las demolieran y reconstruyeran porque no superaron la prueba de resistencia.
El 7 de abril de 2010, efeméride 197 de Barranquilla, fue inaugurado el sistema. Sin embargo, comenzó a funcionar con un número significativo de vehículos y en horas pico el 27 de junio de 2010 para que las personas se familiarizaran con el funcionamiento. Del 6 al 10 de julio la gente pudo probarlo todo el día (de 05:00 AM a 10:00 PM), pero sin entrar en funcionamiento las barreras de recaudo en la estación de retorno y las estaciones de la 21 y La Arenosa en los recorridos pedagógicos. El 11 de julio cuando inició operación comercial, se habilitaron las estaciones que faltaban.

## Características

### Operación de la flota
Los operadores del sistema son:
- Unión Temporal Sistur Transurbanos S.A.: Opera el 60% de la flota de Transmetro.[18]
- Grupo Empresarial Metrocaribe S.A.: Opera del 40% de la flota de Transmetro.[19]

### Recaudo
Se emplea un sistema de recaudo único a cargo de la empresa Recaudos SIT Barranquilla, la cual es la encargada de distribuir las tarjetas inteligentes del sistema.
El servicio a partir del 1 de marzo de 2023 tiene un costo de $2.900 pesos en días ordinarios (de lunes a sábado) y $3.000 (domingos y festivos) que es descontado cuando la tarjeta inteligente pasa por los validadores en los portales, en las estaciones o en los alimentadores, el costo de la tarjeta inteligente Sin Contacto es de $4.000 pesos, que se puede personalizar a través de su sitio web y en los CAU (Centro de atención al usuario ubicados en la estación Joe Arroyo, estaciones Pacho Galán (avenida Murillo), Parque Cultural (Olaya Herrera-centro) con su nombre impreso con la ventaja que si esta es extraviada puede ser reportada y recuperar el saldo depositado en la tarjeta. Con un pasaje se puede utilizar el servicio cuantas veces se requiera mientras no se abandonen las estaciones.
En la primera fase, la empresa de Recaudos SIT Barranquilla formó alianza con la cadena de almacenes Olímpica S.A. para la venta de tarjetas, las cuales pueden recargarse para evitar represamientos en las taquillas de las estaciones del sistema y el usuario también puede recargarlas en puntos externos donde Transmetro hizo estudio de mayor impacto como la Universidad Simón Bolívar, la estación Pacho Galán, la Universidad San Martín sede Norte, Universidad del Atlántico y dentro de las rutas alimentadoras más neurálgicas como la A9-2, la A8-3 y la A8-2 además si el usuario por ningún motivo recargó su tarjeta o se encuentra alejado de algún punto de recarga la tarjeta le presta un pasaje, equivalente al costo del recorrido.
Las tarjetas se pueden adquirir y recargar en puntos habilitados como casas de empeño Superefectivo, Megamás, Unicash y Jiménez & Asociados, entre otras.

### Troncales
El sistema consta de dos troncales, a lo largo de las cuales se movilizan los vehículos por carriles exclusivos:
Troncal Murillo: sobre la avenida Murillo, desde la prolongación en el municipio de Soledad hasta la intersección con la avenida Olaya Herrera. Recorre la ciudad de Sur a Norte. Inicia en el Portal de Soledad, que queda cerca de la Terminal Metropolitana de Transportes Terrestres de Barranquilla.

Troncal Olaya Herrera: sobre la avenida homónima, desde su intersección con la calle 30 hasta el estadio Municipal. Recorre la ciudad de Oriente a Occidente. Inicia en el Portal de Barranquillita cerca del mercado público de Barranquillita y termina en la estación Retorno Joe Arroyo, en el norte de la ciudad.

### Fases y futuro del sistema
El proyecto está contemplado por fases como en Bogotá a 15 años plazo cubrir el 100% de Barranquilla y su área metropolitana.
- Fase 1: Contempla la avenida Murillo (calle 45) desde la prolongación hacia la Terminal Metropolitana de Transporte, exactamente en el km 3 hasta la intersección con la avenida Olaya Herrera (carrera 46), con 10 estaciones (2 sencillas y 8 dobles) y 1 portal de cabecera (de Soledad); y la avenida Olaya Herrera con 5 estaciones dobles, 1 portal de cabecera solo para parqueadero de buses (Barranquillita) y 1 estación de transferencia o retorno (Joe Arroyo), con 6 rutas troncales corrientes(R1:S1, B1:S2, R2:B2), 4 rutas troncales expresas (R10:S10, B10;S20, R40:S40), y 32 rutas alimentadoras.
- Fase 2: Esta fase se contemplará en tres etapas y se encuentra en estudios por parte de una alianza público privada, cuyo resultado es la implementación de un sistema de metro ligero, convirtiendo a Barranquilla en la segunda ciudad de Colombia, después de Medellín en utilizar este medio de transporte. La primera empieza por toda la autopista al aeropuerto (calle 30), desde el Club de Caza y Tiro de Soledad (cerca del aeropuerto Ernesto Cortissoz) contando con acceso a la terminal aérea, hasta la Vía 40 con avenida Olaya Herrera en el centro de la ciudad, contemplando un total de 15 estaciones repartidas a lo largo de la vía. Una segunda etapa que empezará en la Vía 40 con avenida Olaya Herrera con avenida Circunvalación en el monumento de la Ventana al mundo; y la avenida La Cordialidad), contando con un portal y un número de estaciones no definido por la entidad, y el estudio de la construcción del portal de la cordialidad para traer beneficios a esta población que pertenece también al Área Metropolitana de Barranquilla.
- Fase 3: Aunque está en estudio, los barranquilleros opinan que sea desde la entrada de la ciudad por el costado sur (calle 17 con avenida Circunvalación) hasta empalmar con la Vía 40, que por lo prolongado del tramo de 14 kilómetros, sugieren que se construya tipo metro pesado para descongestionar esta avenida importante de la ciudad debido a su alto crecimiento poblacional, debido a la construcción de macroproyectos de interés social como las unidades residenciales del sector de Puerta Dorada, Caribe Verde, Alameda del Río, Miramar y el sector de villa campestre, contando también con la ampliación de la actual Troncal Olaya Herrera desde la estación Joe Arroyo hasta la calle 100 con avenida Circunvalación; otra en el Corredor Universitario desde la carrera 54 con vía 40 hasta la calle 105 comunicándose con la avenida Circunvalación, hasta llegar a la Universidad del Atlántico, vinculando rutas alimentadoras para las urbanizaciones de La Playa y Adela de Char, y hacia Puerto Colombia contando con un portal (Puerto Colombia).
- Fase 4: Otra troncal que proponen los usuarios sería en la calle 72, otro sector comercial de la ciudad, que iría desde el portal de la calle 72, hasta comunicarse con la Vía 40, y la otra en la carrera 38, desde la Zona Franca, hasta el sector de la Pradera y la calle 17 desde el Portal Simón Bolívar hasta el sector de "El Boliche".
- Fase 5: Aunque también esta el proyecto del metro ligero, se ha planteado una troncal desde un portal en Malambo que cubra toda la calle 30 y que conecte con la Vía 40 hasta llegar a Villa Norte o Eduardo Santos contando con un portal con el objetivo de que subtituya el proyecto del metro ligero.

En la actualidad, la Alcaldía de Barranquilla, se encuentra en proceso de integración del sistema, con el de transporte público que han denominado el RITMO (Red Integrada de Transporte Metropolitano) a través del sistema SIBUS, que permitirá que los usuarios del Área Metropolitana de Barranquilla con el pago mínimo en el costo de transbordos de un sistema a otro, con el fin de hacer más económico el sistema, e integrando el sistema de recaudo y tarjetas únicas de acceso.

### Mapas y rutas
Aunque ni en las estaciones ni en los autobuses se encuentran mapas actualizados de las rutas, los portales tienen mapas de los alimentadores que llegan a estos puntos. Terceros han desarrollado una aplicación para teléfonos inteligentes que permite ver y planear las rutas. Ver enlaces externos.

#### Mapas

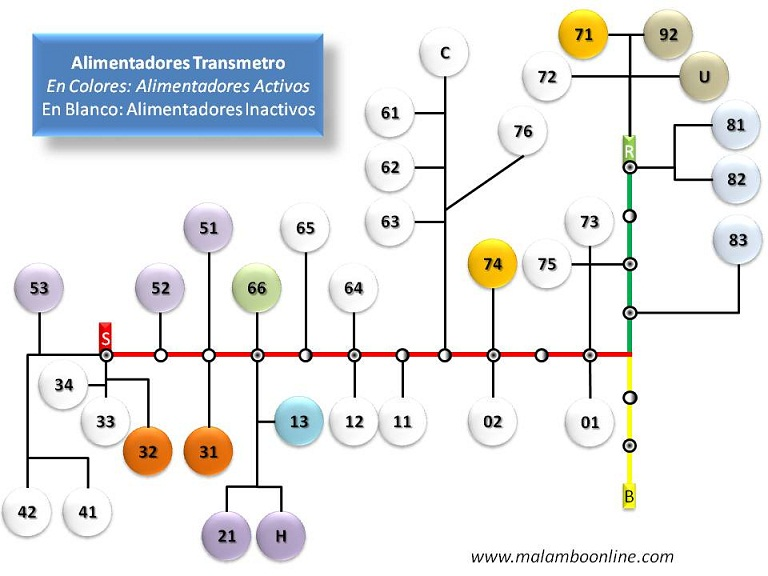
Alimentadores en Operación

Los mapas del sistema integrado de transporte masivo, tienen una orientación dependiendo de la estación en donde se encuentre.
Poseen los mapas las troncales en tres colores:
- Rojo: Troncal Murillo desde el Portal de Soledad hasta la intersección de la Avenida Olaya Herrera
- Amarillo: Troncal Olaya Herrera en sentido sur hasta el Portal de Barranquillita
- Verde: Troncal Olaya Herrera en sentido norte hasta la estación de retorno Joe Arroyo.

Las rutas alimentadoras se identifican con un número y color específico, casi en todas las estaciones hay al menos una ruta alimentadora a excepción de las estaciones: Chiquinquirá y Estercita Forero, las cuales no poseen rutas alimentadoras. El usuario puede acceder a ella a través de su tarjeta inteligente sin contacto, realizando un máximo de tres transbordos en el lapso de tiempo de una hora, esta decisión se hace después de la vinculación de la ruta alimentadora A9-2 con destino a la urbanización la Playa.
En las rutas alimentadoras las paradas son aproximadamente a 500 metros de un punto de referencia que señalan con un triángulo.
Además encontrará en el mapa la ubicación de los vagones y que rutas paran en cada vagón, los horarios y las rutas alimentadoras del sector aledaño a la estación
Se identifican los servicios troncales de la siguiente forma:
- Círculo vacío o en blanco: Servicios corrientes.
- Círculo relleno con negro: Identifica en que estaciones paran los servicios expresos.
- Medio círculo o Media luna: Identifica las paradas de los servicios troncal-alimentador.

Cuando una persona encuentra en una estación en el mapa le muestra con un círculo grande y con la expresión usted está aquí.

### Rutas con mayor operación
| Trayecto 1                                                                  | Trayecto 2 | Trayecto 3                                                                             |
| --------------------------------------------------------------------------- | --- | -------------------------------------------------------------------------------------- |
| A8-3: Prado, tiene como parada final la estación Parque Cultural del Caribe | S2 Servicio Corriente que tiene su parada final en el Portal de Soledad                                        | A3-4: Villa Sol, Ruta alimentadora con destino al barrio Villa Sol y San Vicente       |
| A5-3: La Central, tiene como parada final el Portal de Soledad              | R-10 Servicio expreso que toma el usuario en hora pico diurna, para llegar a la estación de retorno Joe Arroyo | U-30 Servicio Alimentador para horas pico que llega hasta la Universidad del Atlántico |
| A6-6: Ciudadela, tiene como parada final la estación Joaquín Barrios Polo   | R1 Servicio Corriente que llega hacia la estación Joe Arroyo                                                   | A9-3 Buenavista: Servicio Alimentador hacia el C.C. Buenavista                         |

### Modos de operación

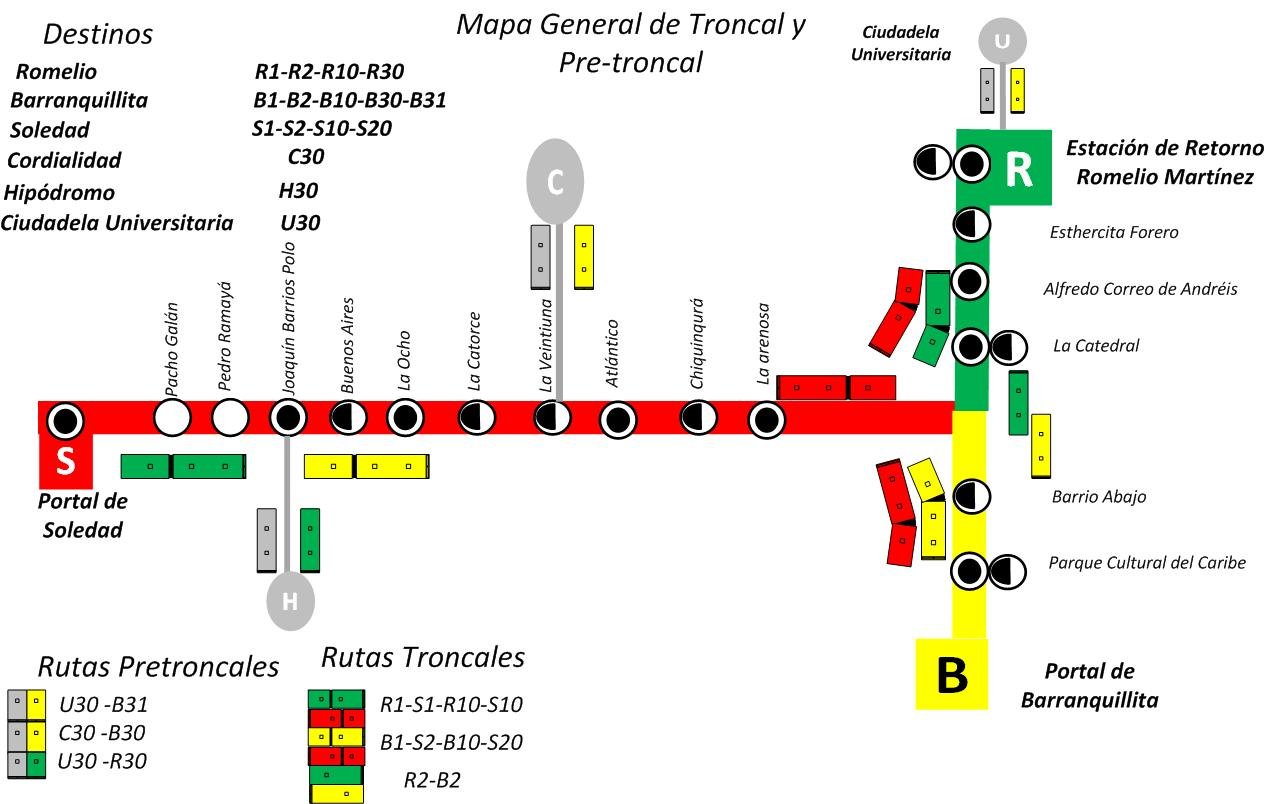
Pre-visualización del mapa Troncal y Pre-troncal que se encuentra en todas las estaciones, aquí se identifican las estaciones y los distintos servicios.

- Servicio Corriente: el articulado se detiene en todas las estaciones de la ruta, este servicio opera todo el día.
- Servicio Expreso: el vehículo hace paradas en pocas estaciones generando un desplazamiento más rápido y minimizando el tiempo de viaje. Las estaciones de parada pueden ser modificadas según el comportamiento de la operación. Las rutas R10 y S10 funcionan todo el día, las rutas B10, S20, R40, S40, y R50 funcionan solo en horas pico.

El sistema Transmetro, está compuesto por rutas troncales, pretroncales y alimentadoras. Los viajes los podrán realizar los usuarios, a través de transbordos entre los diferentes tipos de rutas, de acuerdo con el origen y destino del viaje, los cuales se podrán realizar en cualquier sitio donde se crucen o se traslapen un par de rutas, haciendo uso de la tarjeta inteligente sin contacto.
El sistema se compone de alimentación y de las rutas troncales. La cuenca de alimentación es atendida por unidades de mediana y baja capacidad (buses padrones y alimentadores busetones) que cumplen la función de concentración y distribución de los usuarios. Las rutas troncales cumplen principalmente la función de transporte en unidades de alta capacidad (buses articulados).
Sistema Troncal
Este opera por los principales corredores viales de la ciudad, Murillo (Calle 45) y Olaya Herrera (Carrera 46), en carriles exclusivos para los buses articulados. Así mismo, para una mejor operación y con el propósito de no interferir, ni mezclar con otras funciones de las vías (estacionamientos, entradas y salidas a propiedades, giros) así como para el fácil y seguro intercambio de los usuarios, se ha definido el carril interno como exclusivo para el transporte público masivo. De este modo, los ascensos y descensos de usuarios se realizarán en estaciones sencillas de parada a través de las puertas de servicio ubicadas al costado izquierdo de los buses y a nivel de plataforma (aproximadamente a 90 centímetros). Las estaciones de parada de las rutas troncales se ubican aproximadamente cada 500 metros, y dependiendo de las necesidades y condiciones de la vía, el acceso de los usuarios se hará con pasos a nivel con semáforos y cebras demarcadas. Opera con 3 rutas corrientes (R1-S1, B1-S2 y R2-B2) y 4 rutas expresas (R10-S10, B10-S20, R40-S40, R50)
Sistema Pre-troncal
Conformado por corredores pretroncales (mediana capacidad) servido con buses padrones con capacidad de 80 pasajeros y circulación en condiciones de tránsito mixto, con prestación del servicio (ascenso y descenso de pasajeros por el costado derecho) en los puntos de parada pre-establecidos (ubicados aproximadamente cada 400 a 300 metros) en los andenes. Adicionalmente, algunos servicios pretroncales accederán a las estaciones de parada sobre los corredores troncales para prestar el servicio por el costado izquierdo.
El sistema Transmetro tiene proyectado operar en una primera etapa con tres rutas pretroncales que ingresarán en los corredores troncales en las horas pico.
En la conceptualización del sistema Transmetro el sistema pretroncal y el sistema troncal están integrados (integración física y/o virtual); esta integración consiste en permitir el trasbordo de usuarios del sistema Transmetro entre los servicios del mismo Sistema, sin realizar doble pago de tarifa. La integración se puede realizar físicamente cuando el usuario se encuentra dentro de una ‘zona paga’, la cual puede ser dentro de una estación de parada, estación retorno y/o portal del sistema. La integración virtual se realizará para los usuarios del sistema a través de la tarjeta inteligente sin contacto, para lo cual el usuario dispondrá de un tiempo que le permita realizar dicho intercambio; la cantidad de tiempo dependerá entre otras variables, del tiempo promedio de viaje, y del sector donde se realice el transbordo.
Sistema alimentado o Zonas de precarga
Conformado por corredores de baja demanda, que serán operados con vehículos de media y baja capacidad (bus padrón o bus alimentador buseton). Se tendrá circulación en condiciones de tráfico mixto y con prestación del servicio (ascenso y descenso de pasajeros) del lado derecho, en los paraderos establecidos aproximadamente cada 300 metros en los andenes.
La vigilancia y monitoreo de la prestación de los servicios del sistema Transmetro, que permitirá atender los eventos de contingencias de manera oportuna y eficaz, se realizará a través del apoyo que brindará el SGCO.
Con la integración física y virtual de las rutas del Sistema, los usuarios contarán con una amplia gama de posibilidades de viaje con el pago de una sola tarifa.
Cada uno de los servicios que integran los sistemas troncales, pretroncales y alimentadores, cuentan con una programación que varía de acuerdo con las necesidades de movilización de la demanda a lo largo del día, en días hábiles de semana; sábados, domingos o festivos. En la programación de cada servicio, se detalla el recorrido de la ruta; el origen y destino del viaje; la frecuencia de despachos asociada a cada período del día; el tipo de vehículo; la longitud del recorrido; la velocidad de operación; los sitios de parada y los tiempos de parada en cada estación o paradero.
El sistema Transmetro tiene proyectado operar en una primera etapa con treinta y una rutas de las zonas de precarga o que ingresarán en los corredores troncales en las horas pico; distribuidas así: 2 en el municipio de Malambo, 8 en el municipio de Soledad y 21 en el distrito de Barranquilla

## Infraestructura

### Portales
Los portales son los puntos finales del recorrido del sistema, son espacios amplios y más complejos que las estaciones que sirven como retorno de los buses. Todos los portales están conectados por medio de las rutas alimentadoras. Los portales del sistema son:
- Troncal Murillo: Portal de Soledad.
- Troncal Olaya Herrera: Portal Barranquillita Nelson Pinedo y estación de Retorno Joe Arroyo.

Las estaciones son lugares específicos a donde llegará cada bus a recoger o descargar pasajeros, están localizadas a una distancia media de 500 m, y están compuestas de varios módulos y varias puertas donde se detendrán los vehículos. Desafortunadamente, por falta de vigilancia por parte de los operadores del sistema, las estaciones se han convertido en un lugar inseguro, propiciando los atracos y actos delincuenciales.
Estaciones de la Troncal Murillo, la cual inicia en el Portal de Soledad
| Estación                                   | Ciudad       | Dirección                                                                          |
| ------------------------------------------ | ------------ | ---------------------------------------------------------------------------------- |
| Portal de Soledad                          | Soledad      | Calle Murillo (calle 63), a la altura de la Terminal Metropolitana de Transportes. |
| Pacho Galán                                | Soledad      | Calle Murillo entre carreras 16 y 17.                                              |
| Pedro Ramayá                               | Soledad      | Calle Murillo carreras 23 y 24, frontera con el Barranquilla.                      |
| Estadio Metropolitano Plataforma Temporal  | Barranquilla | Calle Murillo entre la avenida Circunvalación y carrera 1G .                       |
| Joaquín Barrios Polo Estadio Metropolitano | Barranquilla | Calle Murillo entre las carreras 1G y 2 A.                                         |
| Buenos Aires                               | Barranquilla | Calle Murillo entre carreras 7 y 7C.                                               |
| La Ocho                                    | Barranquilla | Calle Murillo entre carreras 8 y 8C.                                               |
| La Catorce                                 | Barranquilla | Calle Murillo entre carreras 14 y 17.                                              |
| La Veintiuna                               | Barranquilla | Calle Murillo entre carreras 20 y 21.                                              |
| Atlántico                                  | Barranquilla | Calle Murillo entre carreras 26 y 27.                                              |
| Chiquinquirá                               | Barranquilla | Calle Murillo entre carreras 33 y 36.                                              |
| La Arenosa                                 | Barranquilla | Calle Murillo entre carreras 41 y 43.                                              |

Estaciones de la Troncal Olaya
| Estación                               | Ciudad       | Dirección |
| -------------------------------------- | ------------ | --- |
| Portal de Barranquillita Nelson Pinedo | Barranquilla | Avenida Olaya Herrera a la altura del mercado de Barranquillita (en la primera fase solo está habilitado como parqueadero para los buses, en la segunda fase comenzará la construcción de la plataforma de intercambio de pasajeros). |
| Parque Cultural del Caribe             | Barranquilla | Avenida Olaya Herrera entre calles 34 y 37. |
| Barrio Abajo                           | Barranquilla | Avenida Olaya Herrera entre calles 43 y 45. |
| La Catedral                            | Barranquilla | Avenida Olaya Herrera entre calles 50 y 53. |
| Alfredo Correa de Andréis              | Barranquilla | Avenida Olaya Herrera entre calles 60 y 62. |
| Esthercita Forero                      | Barranquilla | Avenida Olaya Herrera entre calles 69 y 70. |
| Estación de Retorno Joe Arroyo         | Barranquilla | Avenida Olaya Herrera con calle 74, a la altura del estadio Romelio Martínez. |

### Servicios
Los servicios son los desplazamientos o rutas que realizarán los vehículos.
- Servicio Corriente: Es aquel que para en todas las estaciones y su servicio es todo el día de lunes a sábado desde las 04:58 hasta las 23:00, los domingos y festivos de 05:45 a 22:00. Está compuesto por las rutas R1, B1, R2, B2, S1 y S2.
- Servicio Expreso: Es aquel que para en determinadas estaciones y solo funcionan en horas pico de lunes a sábado desde las 05:05 a 08:25 y desde las 15:55 a 19:58. Está compuesto por las rutas R10, R40, R50, B10, S10, S20 y S40.
- Servicio de rutas alimentadoras: Se presta con buses tipo busetón o de menor capacidad y menos peso en corredores de menor demanda, de lunes a sábado de 04:58 hasta las 23:00 y los domingos y festivos de 05:30 a 22:00.

Estos horarios serán los iniciales para la entrada en servicio de la primera fase, pero durante eventos que requieran extender el servicio, como en precarnavales, carnavales, Barranquilla despierta, en los partidos y/o eventos que se realizan en el Estadio Metropolitano Roberto Meléndez o en el Romelio Martínez y Barranquijazz, la entidad tomará la decisión de extender el horario de servicio.

### Estaciones
Transmetro posee una infraestructura compuesta por 18 estaciones que aquí distribuimos a continuación
| Tipo de estación                    | Descripción |
| ----------------------------------- | --- |
| Estación Sencilla                   | Esta estación posee un solo módulo con dos puertas donde solo paran servicios corrientes, posee una sola entrada y salida de pasajeros, un Cargador Automático de Tarjetas Inteligentes, tres barreras de zona paga y una para personas de movilidad reducida. En la Avenida Murillo las estaciones Pacho Galán y Pedro Ramayá son las de este tipo |
| Estación doble                      | Estas estaciones poseen dos módulos el primero es donde estacionan los corrientes y posee para atender dos articulados en sentido sur-norte y norte-sur, en el otro módulo está habilitado para los servicios expresos y los troncal-alimentador, con capacidad para atender un bus articulado y/o padrón en sentido norte-sur y sur-norte, poseen doble puerta entrada y salida de pasajeros. En la Avenida Murillo desde Joaquín Barrios Polo hasta la arenosa y todas la de la troncal Olaya Herrera, cada estación cuenta con dos Cargadores Automáticos de Tarjetas Inteligentes CATI, que pueden ser usados para recargar las Tarjetas inteligentes de forma automática con denominaciones de billetes de 1000, 2000, 5000, 10 000 y 20 000 pesos, seis barreras de zona paga y dos para personas de movilidad reducida. |
| Estación de Transferencia o Retorno | La estación de transferencia es aquella donde paran los servicios troncales y se regresan hacia el origen, y además desde estas salen rutas alimentadoras hacia las distintas zonas aledañas y es un terreno de aproximadamete 3.000 metros cuadrados, esta estación es la del estadio de fútbol Romelio Martínez, posee tres barreras de zona paga y una para personas de movilidad reducida, un Cargador automático de Tarjetas Inteligentes CATI, el Centro de Control de Flota y un Punto de Atención al Cliente PAC. |
| Estación de Cabecera o Portal       | Son lugares amplios para realizar maniobrar los articulados, con aproximadamente 30.000 metros cuadrados, allí salen las rutas troncales, las alimentadoras-troncales y las alimentadoras, y cuando finalizan la jornada de servicio, cuenta con parqueadero de buses del sistema, lavadero y patio taller; los vehículos del sistema son guardados y se le suministran combustible, se realiza mantenimiento preventivo a los buses y lavan los automotores para ofrecer un servicio de calidad a la ciudadanía, estos son los portales de Barranquillita y Soledad, también cuentan con zonas pagas y para personas de movilidad reducida, CATI y Solo en el Portal de Soledad un Punto de Atención al Cliente PAC para la segunda fase se tiene programada la construcción de la plataforma troncal de intercambio de pasajeros en el portal de Barranquillita, ese solamente será como parqueadero de los vehículos y patio taller. |

## Flota

### Buses articulados

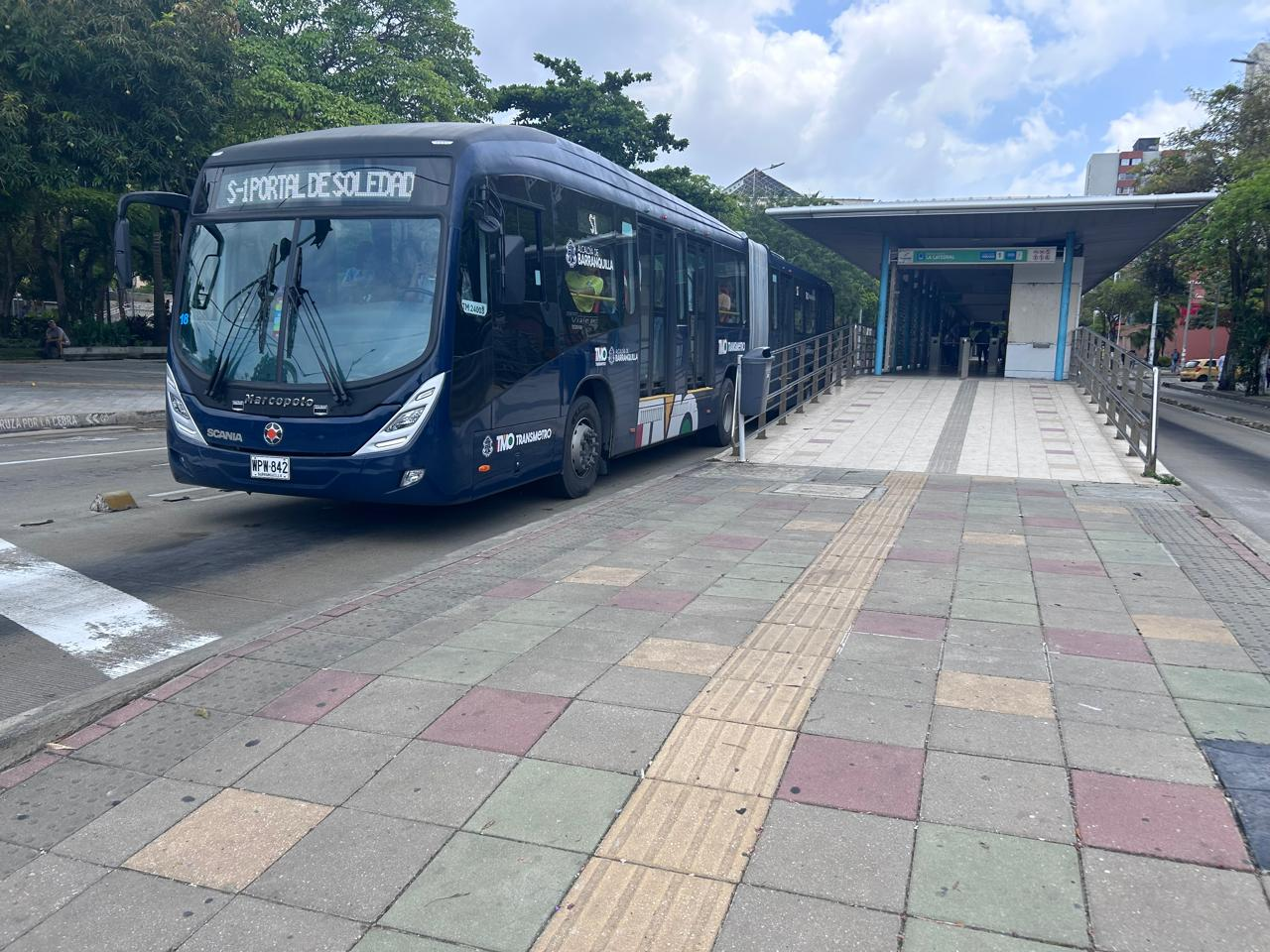
Bus articulado en la estación La Catedral

Son los autobuses que prestan el servicio troncal, son vehículos articulados constituidos por dos módulos rígidos acoplados a través de una conexión flexible que permite mayor maniobrabilidad y posee un carril de uso exclusivo para ellos que fácilmente hacen intercambio de pasajeros. Tienen 18 m de largo, sistema electrónico dotado de tableros, sensores y cámaras de video. Cada bus tiene capacidad para 160 pasajeros, cuenta con 48 sillas (40 sillas normales y 8 preferenciales), un espacio para las personas en sillas de ruedas y cupo para 112 personas de pie.
Los colores escogidos para los vehículos son el blanco con franjas amarillas, verdes y rojas que hacen referencia a la bandera de Barranquilla. Los vehículos poseen 4 puertas del lado izquierdo, dos puertas para casos de emergencia en el costado derecho ocultas bajo tapa en las escaleras, un sistema de posicionamiento global GPS, tablero electrónico, voz electrónica que indica la próxima parada y presentan aire acondicionado.
En la actualidad y en el plan de renovación de la flota desde el año 2024 propuesto por la Alcaldía de Barranquilla y Transmetro cambian actualmente en color azul petróleo que incluyendo las características propias de los anteriores, estos vehículos son más amigables con el medio ambiente al ser a gas natural con emisiones Euro VI.
Los nuevos buses cuentan con cargadores de dispositivos móviles USB, cámaras de monitoreo de conteo de pasajeros, fatiga del conductor y vigilancia, sensores de exceso de peso y sobrecupo y conexión Wifi.

### Buses alimentadores
Tipo padrón

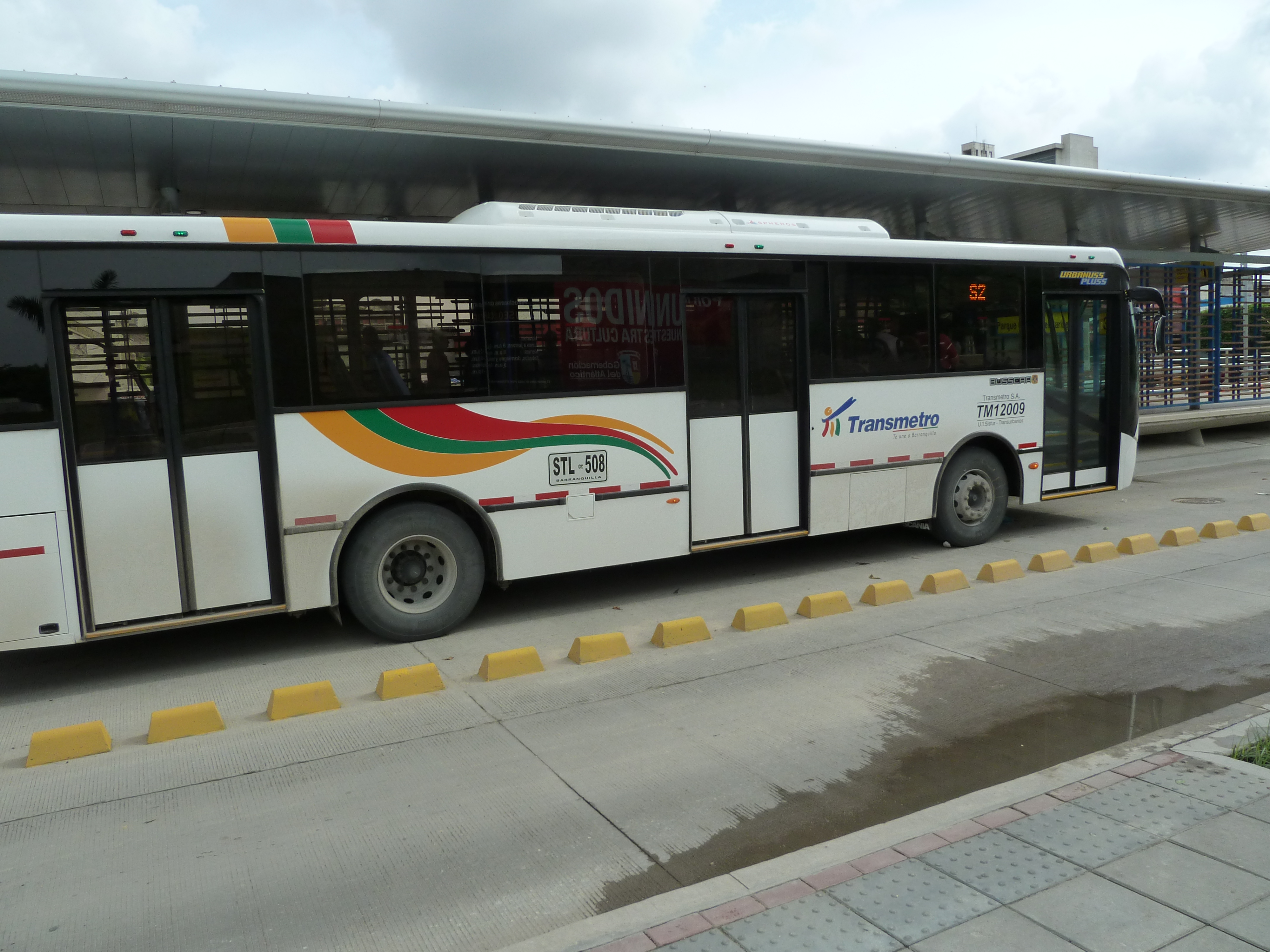
Primer bus Padrón en la estación Parque Cultural del Caribe desde el inicio

Son los autobuses no articulados que prestan el servicio alimentador-troncal, es decir, circulan recogiendo pasajeros en paradas preestablecidas en zonas de la ciudad alejadas del área de influencia de las troncales (rutas alimentadoras), y a su vez circulan por las vías troncales en las horas pico, ingresando por el carril de SOLO BUS descargando los pasajeros en los portales o en algunas estaciones.
Estos autobuses cuentan con capacidad para 80 pasajeros, 24 sentados y 56 de pie; sus colores son iguales a los de los articulados: blanco con franjas amarillas, verdes y rojas, posee 3 puertas en el lado derecho para acceso y salida de pasajeros en andenes y dos puertas en el lado izquierdo que fácilmente deja pasajeros en estaciones de las troncales, y una rampa para los discapacitados que es controlada por el conductor.
Son los autobuses de menor tamaño que prestan el servicio alimentador por el resto de las rutas alimentadoras. Estos autobuses cuentan con una capacidad para 45 pasajeros, 16 sentadas y 29 de pie. También son de color blanco con franjas amarillas, verdes y rojas, posee de 2 a 3 puertas del lado derecho y de plataforma baja, estos no pueden acceder a las troncales. Los vehículos cuentan con un sistema de posicionamiento global GPS, voz electrónica que indica la próxima parada, un torniquete, un validador de tarjetas inteligentes y un ascensor para silla de ruedas.
Este módelo de bus también fue removado, al igual que los articulados.

### Características técnicas de los vehículos antigua flota
- Chasis Scania.[23]
- Carrocería Busscar.[23]
- Dirección asistida, suspensión neumática y transmisión automática.
- Sistema de detección de peso.
- Utilizan combustible diésel.[27]
- Emisiones conforme a la norma internacional Euro IV.[28]
- Sistema de aire acondicionado.[23]
- Sillas preferenciales.[23]
- Espacio para personas en silla de ruedas.[23]
- Puertas con testigos ópticos y dispositivos electrónicos.[27]

### Características técnicas de los vehículos a nueva flota[29]
- Chasis Scania.[23]
- Carrocería Busscar.[23]
- Dirección asistida, suspensión neumática y transmisión automática.
- Sistema de detección de peso.
- Utilizan combustible Gas Natural.[27]
- Emisiones conforme a la norma internacional Euro VI.[28]
- Sistema de aire acondicionado.[23]
- Sillas preferenciales.[23]
- Espacio para personas en silla de ruedas.[23]
- Puertas con testigos ópticos y dispositivos electrónicos.[27]

## Balance de operación

### Afecciones que ha sufrido el sistema
El Sistema de Transporte Masivo no solo ha sido afectado por el paralelismo entre las rutas de área de influencia de troncales y corredores alimentadores:
- Se presentó una manifestación ajena al servicio protagonizada por mototaxistas el día 21 de enero del 2011.[30] Los mencionados no estaban de acuerdo con el decreto metropolitano 001 que regulaba el tránsito de estos vehículos y arremetieron contra el sistema en plena hora pico, resultando afectados 4 buses articulados en donde fueron destruidos todos los vitrales.[31] Se debió suspender operaciones desde las 09:00 a.m. hasta las 04:00 p. m. El servicio retornó hasta las 08:00 p. m. y al día siguiente el sistema operó con restricciones en la frecuencia; cada 30 minutos pasaban los buses y eran fuertemente escoltados por el ESMAD de la Policía.[31] Una semana después interceptaron a un conductor en el parqueadero de Granabastos donde están estacionados los buses, le pidieron que se retirara e incendiaron con una bomba de tipo molotov.[31] La reacción inmediata del conductor evitó que las llamas se propagaran utilizando el extintor del autobús. El distrito de Barranquilla comenzó a tomar medidas preventivas para la operación del sistema prohibiendo todas las manifestaciones y solo podían estar en las calles los eventos programados del Carnaval de Barranquilla.[30]

- En la mañana del 21 de diciembre de 2012 el servicio se vio suspendido por una huelga general, ocasionada por el incumplimiento de las obligaciones contractuales de los empleados por parte de los operadores del sistema.[32] Se generaron traumatismos de alta gravedad en la movilidad de la ciudad. Buscando una solución para esta coyuntura, la Secretaria de Movilidad con apoyo de la alcaldía distrital, autorizó la habilitación de las rutas de transporte Público Colectivo por los ejes viales del Transmetro. Finalmente tras 12 horas de parálisis, lograron concertar las partes (Operadores – Empleados) y se consiguió reactivar el servicio.[33]